# 客兰水库
客兰水库位于中国广西壮族自治区崇左市扶绥县，是以灌溉为主，兼有发电、防洪、养殖等功能的大（二）型水库。
客兰水库是崇左市唯一的大型水库，于1958年动工，次年5月竣工。2007年开始实施除险加固工程，总投资1200万元。